# Liste der Kulturdenkmäler in Mainz-Mombach
In der Liste der Kulturdenkmäler in Mainz-Mombach sind die Kulturdenkmäler im Ortsbezirk Mombach der rheinland-pfälzischen Stadt Mainz aufgeführt. Grundlage ist die Denkmalliste des Landes Rheinland-Pfalz (Stand: 5. Dezember 2023).

## Denkmalzonen
| Bezeichnung                                  | Lage                                                                                               | Baujahr      | Beschreibung | Bild                           |
| -------------------------------------------- | -------------------------------------------------------------------------------------------------- | ------------ | --- | ------------------------------ |
| Denkmalzone Albert-Knoll-Straße              | Albert-Knoll-Straße 3–13 (ungerade Nummern), Trommlerstraße 27, 28, 29, 30, Hauptstraße 47 Lage    | 1903–06      | Zeile mit zwei- bis dreigeschossigen spätgründerzeitlichen Mietshäusern, Backstein- und Klinkerbauten mit ausgebauten Mansarddächern, 1903–06, Architekt Valentin Braunbeck, beispielhaft für den Massenwohnungsbau der Zeit um 1900                                                                         | weitere Bilder Fotos hochladen |
| Denkmalzone Am Suderbrunnen/Pestalozzistraße | Am Suderbrunnen 6, Emrichruhstraße 49/51, 53, Pestalozzistraße 20/22, 24, Zeystraße 15/17, 19 Lage | 1920er Jahre | Mietshauskomplex aus zu Doppelhäusern zusammengestellten Zweispännern, schlichter Heimatstil, 1920er Jahre | weitere Bilder Fotos hochladen |
| Denkmalzone Hauptstraße/Nerobergstraße       | Hauptstraße 156, Nerobergstraße 2/4/6 Lage                                                         | 1869         | ehemaliges Schulhaus, heute Kindertagesstätte Mombach: dreigeschossiger Walmdachbau mit Kniestock, bezeichnet 1869, 1885 aufgestockt; ehemaliges Spritzenhaus: kleiner Ziegelbau mit Walmdach; Lehrerwohnhaus: dreiteiliger eingeschossiger Bruchsteinbau mit Kniestock, wohl um 1885; bauliche Gesamtanlage | Fotos hochladen                |

## Einzeldenkmäler
| Bezeichnung                         | Lage                                         | Baujahr                            | Beschreibung | Bild                           |
| ----------------------------------- | -------------------------------------------- | ---------------------------------- | --- | ------------------------------ |
| Waggonfabrik                        | Am Schützenweg 17 Lage                       | 1896–1910                          | ehemalige Waggonfabrik der Gebrüder Gastell; Gelbklinkerbauten mit Rotklinkergliederung, 1896–1910, Architekt Franz Philipp Gill | Fotos hochladen                |
| Haustür                             | Braunwiesstraße, an Nr. 4 Lage               | um 1790                            | Türblatt, Eichenholz, um 1790 | Fotos hochladen                |
| Museum für Mombacher Ortsgeschichte | Emrichruhstraße 70 Lage                      | 1904                               | ehemaliges Pumphaus des Wasserwerks; eingeschossiger Krüppelwalmdachbau mit Fachwerkgiebel und -kniestock, 1904, Architekt Wilhelm Lenz | Fotos hochladen                |
| Wohnhaus                            | Hauptstraße 47 Lage                          | 1905                               | Eckhaus, späthistoristischer viergeschossiger Mansarddachbau mit Schwebegiebeln, bezeichnet 1905, von Peter Scheuren | Fotos hochladen                |
| Wohnhaus                            | Hauptstraße 50, Köppelstraße 1 Lage          | 1891                               | Gelbklinkerbau mit Rotklinkerdekor, 1891 von Franz Philipp Gill | Fotos hochladen                |
| Wohnhaus                            | Hauptstraße 52/54 Lage                       | 1891                               | Doppelwohnhaus, Gelbklinkerbau mit Rotklinkerdekor, 1891 von Franz Philipp Gill | Fotos hochladen                |
| Katholische Herz-Jesu-Kirche        | Hauptstraße 65 Lage                          | 1911–13                            | neugotischer, malerisch gruppierter Putzbau, 1911–13 von Ludwig Becker; ortsbildprägend | Fotos hochladen                |
| Mombacher Hof                       | Hauptstraße 116 Lage                         | zweite Hälfte des 18. Jahrhunderts | kunststoffverkleideter spätbarocker Krüppelwalmdachbau, teilweise Fachwerk, wohl aus der zweiten Hälfte des 18. Jahrhunderts | weitere Bilder Fotos hochladen |
| Ortsverwaltung                      | Hauptstraße 136 Lage                         | 1875                               | ehemalige Bürgermeisterei; anspruchsvoller spätklassizistischer Putzbau, wohl um 1875 mit älteren Teilen | Fotos hochladen                |
| Relief                              | Hauptstraße, in Nr. 153 Lage                 | 1703                               | Rotsandsteinrelief mit Christus am Ölberg, 1703; gerettet vom Turm des Vorgängerbaus, der katholischen Pfarrkirche St. Nikolaus (1955/56), bezeichnet „Posunt MDCCIII D Lambert Riga hic Praetor“ („Gesetzt im Jahre 1703 von Lambert Riga, zur Zeit hier Schultheiß“) | Fotos hochladen                |
| Katholische Kreuzkapelle            | Hauptstraße 171 Lage                         | 1814                               | Wegekapelle, offener klassizistischer Bau mit Kreuzdach, 1814 | Fotos hochladen                |
| Wasserwerk                          | Kreuzstraße 10 Lage                          | 1904                               | Wasserwerk, Hochbehälter, historisierender turmartiger Bossenquaderbau, bezeichnet 1904, von der Großherzoglichen Kulturinspektion Mainz | Fotos hochladen                |
| Villa                               | Nestlestraße 65 Lage                         | 1911                               | kubische Mansardwalmdach-Villa, 1911, Architekt Wilhelm Schneider | Fotos hochladen                |
| Evangelische Friedenskirche         | Pestalozziplatz 2/4 Lage                     | 1910/11                            | Baugruppe in neuklassizistisch geprägtem Jugendstil, 1910/11 von Reinhold Weisse; Saalbau, Pfarrhaus mit Walmdach, Schwesternhaus mit Krüppelwalmdach; platzbildprägend                                                                                                | weitere Bilder Fotos hochladen |
| Pestalozzischule                    | Pestalozziplatz 6 Lage                       | 1908/09                            | dreigeschossiger Zweiflügelbau, ausgebautes Mansard- und Mansardwalmdach, 1908/09, Entwurf Mainzer Hochbauamt, Bildhauerarbeiten Ludwig Lipp senior, Mainz | weitere Bilder Fotos hochladen |
| Wohnhaus                            | Pestalozzistraße 4 Lage                      | spätes 19. Jahrhundert             | Spätgründerzeitlicher sandsteingegliederter Backsteinbau, spätes 19. Jahrhundert, doppelgeschossiger Wintergarten, 1900 von Valentin Braunbeck | Fotos hochladen                |
| Wohnhaus                            | Quellwiesstraße 20/22 Lage                   | 1905                               | Doppelwohnhaus; dreigeschossiger historisierender Gelbklinkerbau mit Mansarddach, 1905 von Franz Josef Meixler | Fotos hochladen                |
| Wohnhaus                            | Quellwiesstraße 24 Lage                      | 1906                               | Doppelwohnhaus; dreigeschossiger historisierender Gelbklinkerbau, teilweise Fachwerk (verkleidet), mit Mansardwalmdach, um 1906 von Franz Josef Meixler | Fotos hochladen                |
| Villa                               | Scharnhorststraße 29 Lage                    | 1876                               | anspruchsvoller Klinkerbau, bezeichnet 1876, von Franz Meixler | Fotos hochladen                |
| Wohnhaus                            | Suderstraße 16, Maletenstraße 11 Lage        | 1899                               | Doppelwohnhaus; historisierender Gelbklinkerbau mit rotklinkergegliederten Fassaden, 1899 von Franz Philipp Gill | Fotos hochladen                |
| Fatzerbrunnen                       | westlich des Ortes (Am Fatzerbrünnchen) Lage | um 1880                            | Laufbrunnen, Gusseisen, um 1880 | Fotos hochladen                |
| Kriegerdenkmal                      | westlich des Ortes (Am Waldfriedhof) Lage    | 1878                               | Friedhof 1923 angelegt, mehrfach erweitert; darin Kriegerdenkmal 1866 (Deutscher Krieg) und 1870/71 (Deutsch-Französischer Krieg), Sandstein-Katafalk und -sarkophag, 1878                                                                                             | weitere Bilder Fotos hochladen |

## Ehemalige Kulturdenkmäler
| Bezeichnung           | Lage                         | Baujahr  | Beschreibung | Bild                           |
| --------------------- | ---------------------------- | -------- | --- | ------------------------------ |
| Denkmalzone Am Mahnes | Am Mahnes 22, 24–49, 51 Lage | 1921 ff. | Reihenhaussiedlung für Arbeiter, 1921 ff. für die Gemeinnützige Baugenossenschaft Mainz-Mombach von Bauunternehmer Franz Vlasdeck errichtet, zweigeschossige Häuserzeilen mit Vorgärten, rückwärtigen Gartenparzellen und Kleinviehställen; Dokument des Kleinsiedlungsbaus der 1920er Jahre und der Mainzer Sozialgeschichte; aus Denkmalliste gelöscht | weitere Bilder Fotos hochladen |